# Naatlo sylvicola
Espèce
Synonymes
- Theridiosoma sylvicola Hingston, 1932

Naatlo sylvicola est une espèce d'araignées aranéomorphes de la famille des Theridiosomatidae.

## Distribution
Cette espèce se rencontre au Venezuela, à Trinité-et-Tobago et au Guyana.

## Publication originale
- Hingston, 1932 : Araneae. A naturalist in the Guiana forest. London, p. 363-377.